# Ispravnik
L’ispravnik était le chef de la police du district, au temps de la Russie des Tsars. Il a été créé par Catherine II en 1775.
Ce titre était aussi utilisé dans les Principautés danubiennes. Initialement, il désignait les personnes chargées de faire appliquer les ordres de l'Hospodar, puis, plus tard, le clerc le boyard ou l’administrateur local chargé du maintien de l'ordre. 